# قلعه کانکی
قلعه کانکی (به ژاپنی: 神吉城 かんきじょう, Kanki jō)، قلعه مانای، قلعه ناکوشی یک قلعه ژاپنی در دوره موروماچی بود که در ولایت هاریما امروزه در استان هیوگو، ژاپن قرار داشت. در روز ۱۹ اوت ۱۵۷۸ قلعه در طی حمله به چوگوکو به دست هاشیبا هیده‌یوشی سقوط کرد و به آتش کشیده شد.